# Oops!... I Did It Again
Oops!... I Did It Again este al doilea album de studio al cântăreței pop americane Britney Spears. Albumul a  fost lansat de Jive Records pe 16 mai 2000. Titlu albumului (bazat pe prima piesă a albumului), a fost lăudat de către critici, care au subliniat că acesta reprezentă o bună strategie comercială și muzicală, precum succesul comercial al albumului de debut a cântăreței, ...Baby One More Time.
Albumul a fost certificat album de diamant de asociația RIAA, cu vânzări de peste 24 de milioane de copii, fiind așa cel mai de succes album al cântăreței, după ...Baby One More Time.